# エルムフルト
エルムフルト (スウェーデン語: Älmhult [ˈɛ̂lmhɵlt] ( 音声ファイル)) は、スウェーデン、クロノベリ県の主要地方都市の一つ、エルムフルト市（英語）の市庁所在地。人口8,955人を抱える（2010年時点）。

## 概要
エルムフルトには、スウェーデンの家具製造販売企業イケアの第1号店が建ち、未だに地域経済にとって大きな存在である。2016年6月30日に同社は創業の地の近くにイケア博物館（英語）を開館し、企業文化を伝えている。近隣には1964年開業のイケアホテルもある。
ゆかりのある著名人
植物学者のカール・フォン・リンネの生地ステンブロフルト（Stenbrohult）教区はこの町の北郊ローシュルト（Råshult）にあり、一帯は現在、エルムフルト市に吸収された。
教育
この町には「ハガナスコーラン」（典: Haganässkolan 地方高等学校）と呼ばれるギムナジウムがある。インターナショナル・スクールとして第10学年まで受け入れる。同校は国際バカロレア制度（英語）のディプロマ課程（英語）認証を受け、2017年8月から卒業生に同制度の修了資格を授与してきた。またディプロマ課程に備える予備課程も設けた。

## 関連項目

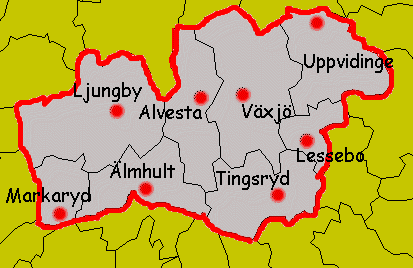
県の構成（エルムフルトは南西の角から2つ目）。